# Kronprinsessan Victorias och Prins Daniels kärleksstig

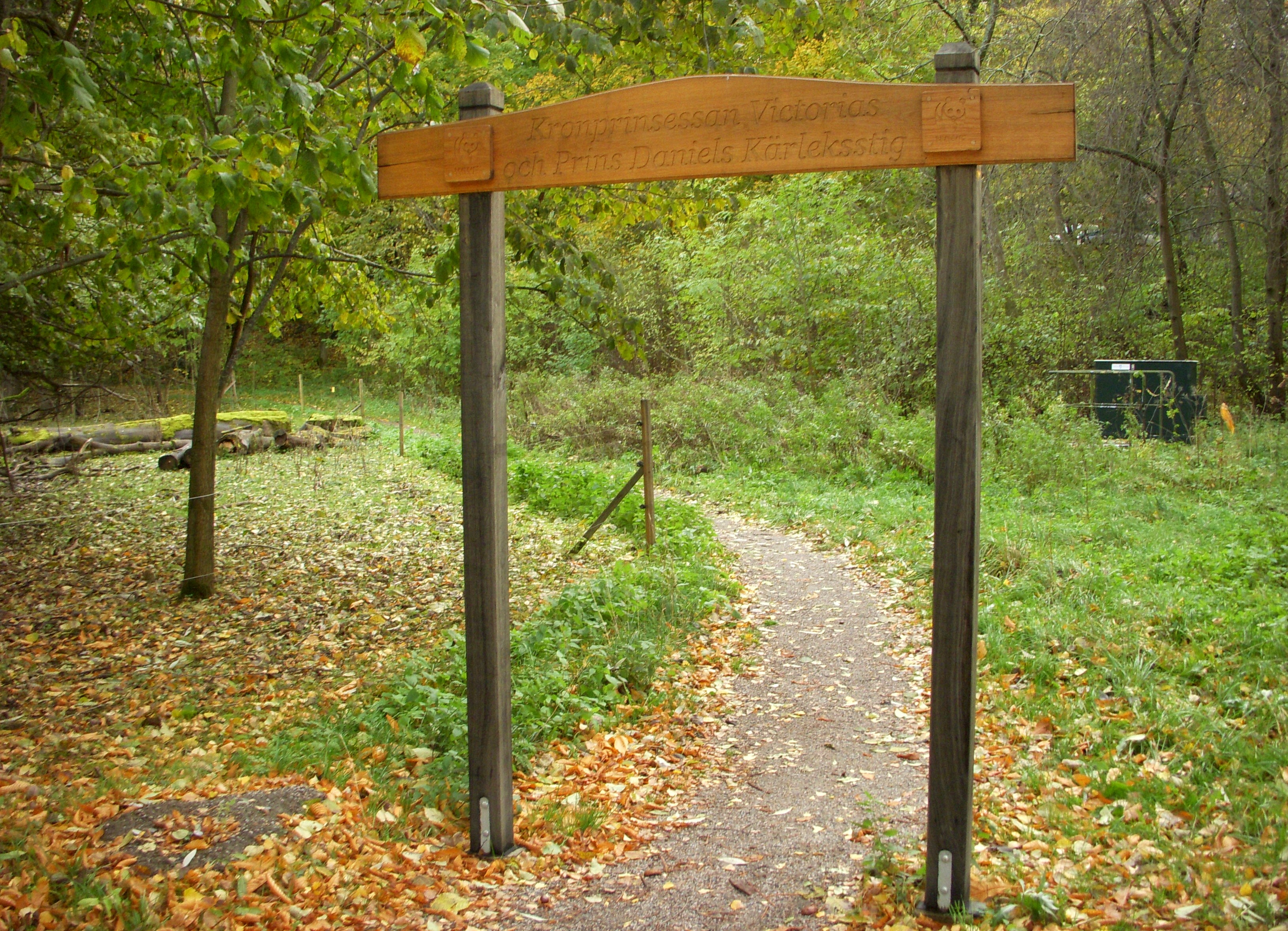
Kärleksstigen i oktober 2011.

Kronprinsessan Victorias och Prins Daniels kärleksstig är en naturskön promenadstig på Södra Djurgården. Stigen anlades år 2010 av Djurgårdsförvaltningen och var en gåva av Världsnaturfonden (WWF) till brudparet kronprinsessan Victoria och Prins Daniel.
Kärleksstigen är cirka 390 m lång och sträcker sig längs sydvästra sidan om Isbladskärret. Tack vare kärleksstigen går det nu att vandra runt hela kärret, vilket sammanlagt blir 1,6 km. Namnet Kronprinsessan Victorias och Prins Daniels kärleksstig tillsammans med WWF:s logo är inristat på en träskylt över vägen. En informationstavla uppsatt av Djurgårdsförvaltningen upplyser om att "… I denna storstadsoas lever många olika arter. När vår och sommaren kommer till kärret börjar en bråd tid för kärrets arter; nu måste de finna en partner, para sig och se till att deras ungar blir friska och starka …" 
Inte alla gillar tanken med denna kärleksstig. Cecilia Hagen, krönikör i Expressen fann idén "urbota fånig" och menade i ett inlägg den 10 februari 2011 bland annat "… ska vuxna människor hålla på med sådant här och ska en Världsnaturfond ägna tankemöda och en och annan krona åt något liknande och hur kommer man alls på idén? Betraktar de kanske kungligheter som en utrotningshotad djurart?" Hon undrade även om paret "invigningstraskat stigen".